# Charles Brown (compositeur)
Pour les articles homonymes, voir Charles Brown et Brown.
Charles Brown est un compositeur français, né à Boulogne-sur-Mer le 9 avril 1898 et mort dans la même ville le 7 septembre 1988.

## Sa vie
Il fait ses premières études musicales à Boulogne-sur-Mer, puis part à Paris où il travaille le violon avec Lucien Capet et la composition avec Guy de Lioncourt, alors directeur de l’école César Franck; il compose ses premières mélodies pour son épouse. Sa soif de connaissances et son parcours artistique lui permettent de fréquenter des artistes célèbres : Raoul Dufy, Bernard Blier, Maurice Ravel, Henry Dutilleux.
En 1938, il intègre l’orchestre Lamoureux comme violoniste. Il poursuit ses travaux de composition et plusieurs chefs d’orchestre influents, comme Eugène Bigot,  facilitent l’exécution de ses oeuvres.
En 1948, il est nommé directeur de l’École Nationale de Musique et de Danse de Bourges, où il reste 22 ans. Il organise de nombreux concerts, y compris dans des usines (Rosières), les prisons, en milieu rural, pour que la musique dite "classique" soit accessible à tous les publics. De nombreux amis musiciens, de renommée internationale (Pierre Pierlot,...), sont invités à se produire à Bourges, sous sa direction. Son exigence, sa pédagogie et son charisme susciteront de nombreuses vocations et permettront à quelques uns de ses élèves de devenir des artistes de tout premier plan : JM Gamard (violoncelliste), M. Ganzoinat (bassoniste), Éliane Lavail (chef d'orchestre), Chantal Jacquet (pianiste et percussionniste),…
Retraité en 1970, il accepte de prendre la direction de l’école César Franck à Paris, celle-là même où il avait pris ses cours de composition. Il y reste jusqu’en 1984.
De 1936 à 1977, il n'a cessé de composer; presque toutes ses oeuvres ont pu être exécutées de son vivant. La dernière est un requiem pour chœur mixte a capella en mémoire de son épouse; c’est, à ce jour, la seule œuvre enregistrée, par E. Lavail et le Madrigal de Bordeaux.
Il décède le 7 septembre 1988 à Boulogne-sur-Mer; il est inhumé à Bué (Cher), dans ce Sancerrois qu’il a tant aimé, et où il avait été intronisé Birette d’honneur. Lors de la cérémonie, son requiem est interprété par le Madrigal de Bordeaux, comme un ultime hommage.

## Son œuvre
Il a écrit une œuvre abondante, de facture classique.
Parmi laquelle :
- Quatre symphonies
- Une symphonie concertante pour violon et orchestre
- Un concerto pour piano
- Un concerto pour violoncelle
- Un concerto pour percussion et orchestre "Plan Plic Ploc"
- Un concertino pour basson et orchestre
- Un concertino pour clavecin et orchestre
- Des cantates
- Des oratorios
- 2 messes
- Un requiem pour choeur mixte a capella (sa seule œuvre enregistrée, par le Madrigal de Bordeaux dirigé par E. Lavail)
- de nombreuses autres oeuvres vocales (mélodies, chants à plusieurs voix)
- Un trio d’anches
- Un trio pour hautbois, clarinette et basson « Berry anches »
- Un trio à cordes
- Trois quatuors à cordes
- Un quatuor avec piano
- Un quatuor de saxophones
- Un quatuor de trombones "grave et Sonnerie"
- Un quatuor pour trombones et tuba « Exultet"
- Un quintette pour piano et cordes
- Un quintette à vents
- Un quintette pour violon, alto, violoncelle, flûte et harpe « Concert en l’honneur de la nativité »
- Un quintette pour cuivres « Fanfare »
- Des pièces pour instrument seuls (piano, flûte, hautbois, clarinette, cor, trompette, trombone, cornet, harpe, orgue)  (*)
- Des pièces pour corde et piano, vents et piano (*)

La Bibliothèque Nationale de France recense 41 œuvres imprimées de Charles Brown.
(*) parmi lesquelles de nombreuses pièces de concours

## Sources
- Marc Vignal, Dictionnaire de la Musique, édition 2005  (ISBN 2-03-575040-7)
- Juliette Bégon-Brown (fille de Charles Brown) et Guy-Marie Bégon (petit-fils de Charles Brown) : documentation personnelle